# Дуель Меттерніх–Кільмансегг

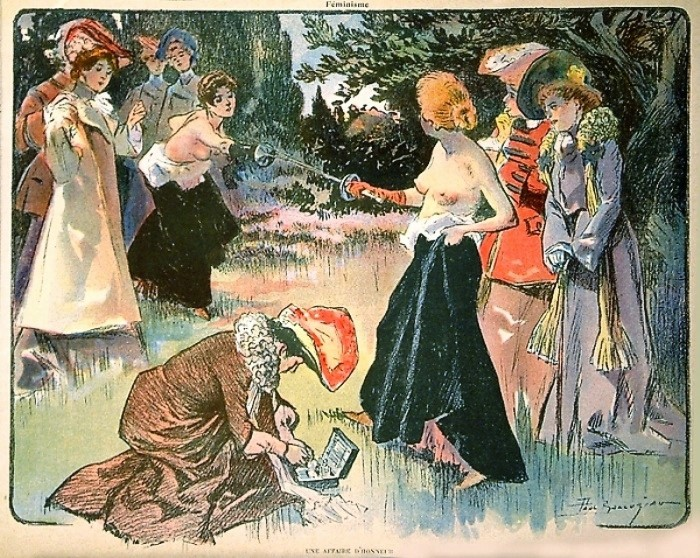
Журнальна ілюстрація дуелі від Пауля Баллуріо

Дуель Меттерніх–Кільмансегг — дуель на рапірах між принцесою Поліною фон Меттерніх і графинею Анастасією фон Кільмансегг, дружиною графа Еріха фон Кільмансегга, у серпні 1892 року.
Всупереч тому, що численні тогочасні газети повідомляли про цей поєдинок, на думку тогочасної австрійської преси, це була містифікація.

## Дуель
Принцеса Меттерніх регулярно влаштовувала великі фестивалі при австрійському імператорському дворі. Вона стала ініціаторкою міжнародної музично-театральної виставки у віденському Пратері з 7 травня по 9 жовтня 1892 року. Згідно зі звітами, граф Кільмансегг запропонував принцесі включити свою дружину до Комітету жінок, де вона виявилася такою ж амбітною, як і принцеса. Дві жінки так посварилися через квіткову композицію, що війна слів закінчилася вимогою дуелі.
На дуель вони вирушили до Вадуца в сусідньому князівстві Ліхтенштейн. Кажуть, що арбітром виступала варшавська лікарка баронеса Любінська, а секундантами були принцеса Шварценберг і графиня Кінскі. Боротися треба було «до першої крові». Баронеса Любінська мала медичні знання. Кажуть, вона попереджала, що травми на дуелі особливо небезпечні, коли шматки одягу потрапляють у рани та інфікують їх у процесі. Це може призвести до смерті. Тому вона запропонувала дуелянткам, щоб чоловіки-слуги, які стоять осторонь, розвернулися, а дами зняли верхній одяг. Тож поєдинок проходив топлес. За іншою інформацією, роздягання зводилося до того, що сперечальниці все ще були в корсетах і сорочках.
Кажуть, що принцесу Меттерніх було легко поранено в ніс, але потім вона змогла вдарити по руці графиню, яка потім скрикнула і впустила свою рапіру. Баронеса Любінська відігнала парасолькою своїх слуг, які кинулися на місце події. Потім травми обробили секунданти, і двох розсварених жінок переконали помиритися.

## Відображення в пресі
Про дуель повідомляли по всій Європі, зокрема в британському жіночому журналі The Lady's Realm і французькій газеті Le Radical, яка посилалася на газету Figaro як джерело. Однак тогочасні джерела обмежуються газетними повідомленнями. У спогадах представників віденської аристократії немає жодної згадки про пікантну історію. Натомість у французькій газеті було надруковано телеграму принцеси Меттерніх, яка заперечувала дуель і називала її винаходом італійської газети. В австрійській пресі цю історію було чітко засуджено як неправдиве повідомлення, наприклад у Wiener Sonn- und Montags-Zeitung від 15 серпня 1892 року, де широко повідомлялося про «качку» італійських трибунів.
Одначе, історія аристократичних дуелянток сприймалася по-різному. Були створені численні картини, а згодом і еротичні фотографії, які зображували поєдинок двох або з оголеними грудьми або бідно одягнених жінок. Згідно з повідомленнями, австрійський композитор Йозеф Баєр створив оперету Das Damenduell у 1907 році.

## Вебпосилання
- Duel aux seins nus — Дуель голих грудей, Франція 2019, відео (2:20 хв) (німецька) — Дуель топлес — Stadt Land Kunst arte.tv, опубліковано 5 березня 2019, доступний до 5 березня 2021 року